# La Métisse (film, 1919)
Pour plus de détails, voir Fiche technique et Distribution.
La Métisse (Halbblut) est un film muet allemand, le premier film réalisé par Fritz Lang, sorti en 1919 pendant la République de Weimar avec Carl de Vogt, Ressel Orla et Carl Gerard Schröder dans les rôles principaux.
Le film est, comme le deuxième film de Fritz Lang, considéré comme perdu.

## Synopsis
À Santa Fé, Edward Scott fait la connaissance de la « sang-mêlé » (Halbblut) Juanita, une « prostituée opiomane ». Ils tombent rapidement amoureux l'un de l'autre et se marient. Edward ramène alors Juanita en Europe. Lors d'une discussion avec son ami Axel van der Straaten, on apprend qu'Axel est également un métis comme Junita. Mais les humains ne sont pas sur un pied d'égalité : s'ils peuvent également aimer, ils ne peuvent toutefois pas se marier. Edward ne le contredit pas et Juanita, qui avait secrètement épiée la discussion, abhorre son amour à partir de ce moment. Elle l'ignore, suscitant en lui une telle jalousie qu'il finit par être interné.  
Juanita se consacre désormais à Axel van der Straaten, lui faisant les yeux doux, l'aguichant  tant et si bien que ce dernier tombe éperdument amoureux d'elle.  Elle emmène Axel dans un casino où il perd toute sa fortune. Sous son influence, il devient un tricheur ; Juanita lui conseille également de se venger des policiers. L'arrestation d'Axel permet toutefois à celui-ci d'échapper au contrôle de Juanita. 
Juanita veut fuir avec le fruit des escroqueries en compagnie de son nouvel amour, le Métisse (Mestize), vers le Mexique. Axel a toutefois compris que Juanita s'était simplement servie de lui pour se venger et la tue avec une arme à feu.

## Distribution
- Ressel Orla : Juanita, la demi-sang
- Carl de Vogt : Axel van der Straaten
- Carl Gebhard-Schröder : Edward Scott
- Paul Morgan : le métis
- Edward Eysenck : Dr Thomson, neurologue

## Critique
Les critiques de l'époque trouvèrent que La Métisse, « se caractérise particulièrement par son intrigue crescendo d'acte en acte, ce qui certifie un film d'une très grande qualité comme le montre sa [...] bonne réalisation et un travail technique sans faute ».   
La Métisse sera par ailleurs décrit comme un « mixte entre Alraune et Opium » tandis que le scénario sera quant à lui qualifié de « palpitant et construit sans faute logique ».

## Commentaire
La Métisse  forme une partie de la série de films de la Decla tournés entre 1918 et 1919 par Ressel-Orla et passe pour les critiques contemporains comme « le meilleur des films d'Orla produit par Decla ».
Les scènes d'intérieur et d'extérieur ont été tournées en atelier, ce qui entraîna un certain nombre de critiques : « Autrefois, on autorisait de telles plaisanteries. Aujourd'hui cela dérange tout le monde qu'on laisse remettre des « prises en plein air » en serre ».
Le tournage eut lieu entre janvier et début février 1919. La première de La Métisse eut lieu le 3 avril 1919 au cinéma Marmorhaus à Berlin.